# Óscar Téllez
Óscar Téllez Gómez (ur. 2 kwietnia 1975 w Madrycie) – hiszpański piłkarz grający na pozycji środkowego obrońcy. W swojej karierze 4 razy wystąpił w reprezentacji Hiszpanii.

## Kariera klubowa
Karierę piłkarską Téllez rozpoczął w klubie CD Colonia Moscardó. W 1993 roku zaczął grać w nim w Tercera División, a w 1994 roku awansował do Segunda División B. W 1995 roku odszedł do Realu Aranjuez, a w 1996 roku został zawodnikiem Pontevedry CF. W niej także grał przez jeden sezon i w 1997 roku przeszedł do drugoligowego Deportivo Alavés. Tam był podstawowym zawodnikiem i przyczynił się do awansu klubu do Primera División.
Po awansie Deportivo Alavés Téllez odszedł do Valencii CF. W jej barwach zadebiutował w Primera División, a jego debiut miał miejsce 14 listopada 1998 w przegranym 0:1 wyjazdowym meczu z Extremadurą. Było to jego jedyne spotkanie ligowe w barwach Valencii.
W trakcie sezonu 1998/1999 Téllez odszedł do z Valencii zespołu Villarrealu CF. Zadebiutował w nim 9 stycznia 1999 w zremisowanym 1:1 domowym spotkaniu z Realem Saragossa. W Villarrealu był podstawowym zawodnikiem i rozegrał 20 spotkań.
Latem 1999 Téllez wrócił do Deportivo Alavés, gdzie ponownie grał w podstawowym składzie. W 2001 roku awansował z tym klubem do finału Pucharu UEFA. W nim Deportivo uległo po dogrywce 4:5 Liverpoolowi. W 2003 roku Téllez spadł z Deportivo Alavés do Segunda División i na tym szczeblu rozgrywek grał przez 2 lata. W sezonie 2005/2006 ponownie występował w Primera División, a latem 2006 zakończył karierę.
| Sezon   | Klub                | Kraj      | Rozgrywki          | Mecze | Bramki |
| ------- | ------------------- | --------- | ------------------ | ----- | ------ |
| 1993/94 | CD Colonia Moscardó | Hiszpania | Tercera División   | ?     | ?      |
| 1994/95 | CD Colonia Moscardó | Hiszpania | Segunda División B | 35    | 2      |
| 1995/96 | Real Aranjuez       | Hiszpania | Segunda División B | 33    | 0      |
| 1996/97 | Pontevedra CF       | Hiszpania | Segunda División B | 34    | 0      |
| 1997/98 | Deportivo Alavés    | Hiszpania | Segunda División   | 37    | 3      |
| 1998/99 | Valencia CF         | Hiszpania | Primera División   | 1     | 0      |
| 1998/99 | Villarreal CF       | Hiszpania | Primera División   | 20    | 0      |
| 1999/00 | Deportivo Alavés    | Hiszpania | Primera División   | 33    | 1      |
| 2000/01 | Deportivo Alavés    | Hiszpania | Primera División   | 31    | 2      |
| 2001/02 | Deportivo Alavés    | Hiszpania | Primera División   | 30    | 0      |
| 2002/03 | Deportivo Alavés    | Hiszpania | Primera División   | 25    | 0      |
| 2003/04 | Deportivo Alavés    | Hiszpania | Segunda División   | 38    | 1      |
| 2004/05 | Deportivo Alavés    | Hiszpania | Segunda División   | 39    | 1      |
| 2005/06 | Deportivo Alavés    | Hiszpania | Primera División   | 4     | 0      |

## Kariera reprezentacyjna
W reprezentacji Hiszpanii Téllez zadebiutował 25 kwietnia 2001 roku w wygranym 1:0 towarzyskim spotkaniu z Japonią. W kadrze Hiszpanii od 2001 do 2002 roku zagrał 4 razy.
| Mecze i gole w reprezentacji | Mecze i gole w reprezentacji | Mecze i gole w reprezentacji | Mecze i gole w reprezentacji | Mecze i gole w reprezentacji | Mecze i gole w reprezentacji | Mecze i gole w reprezentacji |
| #                            | Data                         | Stadion                      | Rywal                        | Wynik                        | Gol                          | Rozgrywki                    |
| 2001                         | 2001                         | 2001                         | 2001                         | 2001                         | 2001                         | 2001                         |
| ---------------------------- | ---------------------------- | ---------------------------- | ---------------------------- | ---------------------------- | ---------------------------- | ---------------------------- |
| 1.                           | 25.04.2001                   | Kordoba, Hiszpania           | Japonia                      | 1:0                          | 0                            | towarzyski                   |
| 2.                           | 05.09.2001                   | Vaduz, Liechtenstein         | Liechtenstein                | 2:0                          | 0                            | el. MŚ 2002                  |
| 3.                           | 14.11.2001                   | Huelva, Hiszpania            | Meksyk                       | 1:0                          | 0                            | towarzyski                   |
| 2002                         |                              |                              |                              |                              |                              |                              |
| 4.                           | 13.02.2002                   | Barcelona, Hiszpania         | Portugalia                   | 1:1                          | 0                            | towarzyski                   |